# Schistocichla schistacea
Schistocichla schistacea е вид птица от семейство Thamnophilidae.

## Разпространение
Видът е разпространен в Бразилия, Еквадор, Колумбия и Перу.